# Kommodore-Rolin-Klasse
Die Kommodore-Rolin-Klasse war eine Reihe von sechs Lotsenstationsschiffen, die in den 1950er- und 1960er-Jahren für das Bundesverkehrsministerium auf der Meyer Werft in Papenburg und auf der Schichau-Werft in Bremerhaven.gebaut wurden.

## Schiffe
- Kommodore Rolin, Indienststellung 1958, eingesetzt in der Elbmündung
- Gotthilf Hagen, Indienststellung 1959, eingesetzt in der Wesermündung
- Kapitän Hilgendorf, Indienststellung 1960, eingesetzt in der Elbmündung
- Kapitän Bleeker, Indienststellung 1963, eingesetzt in der Emsmündung
- Kapitän König, Indienststellung 1963, eingesetzt in der Wesermündung
- Kommodore Ruser, Indienststellung 1964, eingesetzt in der Elbmündung

Die Schiffe waren 55,1 m lang und 9,5 m breit. Sie hatten einen Tiefgang von maximal 4,0 m. Sie waren die vorgeschobene Basis der Seelotsen, die mit Versetzbooten zu den einlaufenden Schiffen und von diesen zurück zu den Stationsschiffen verbracht wurden. Die Stationsschiffe wurden zu Beginn des 21. Jahrhunderts nach und nach durch neue Schiffe mit Small Waterplane Area Twin Hull ersetzt.